# Bivibranchia simulata
Bivibranchia simulata är en fiskart som beskrevs av Géry, Planquette och Le Bail, 1991. Bivibranchia simulata ingår i släktet Bivibranchia och familjen Hemiodontidae. IUCN kategoriserar arten globalt som livskraftig. Inga underarter finns listade.